# カンタロープ・アイランド
「カンタロープ・アイランド」（Cantaloupe Island）は、アメリカ合衆国のジャズ・ミュージシャン、ハービー・ハンコックが1964年のアルバム『エンピリアン・アイルズ』で発表した楽曲。

## 解説
タイトルは架空の島で、ノラ・ケリーによるオリジナルLPのライナーノーツでは「つる植物とカンタロープが生い茂る島」「この島のカンタロープを一口食べれば、不死身になれると言われている」と説明されている。ハンコックは1974年のアルバム『デディケーション』において、この曲をエレクトリックピアノとシンセサイザーで再演し、1976年のアルバム『シークレッツ』では、フル・バンドを従えたジャズ・ファンク・アレンジ（タイトルのスペルは「Cantelope Island」に変更）で再録音した。
『ペースト』誌の2017年の企画「ハービー・ハンコックの名曲14」では5位にランク・イン。

## 他メディアでの使用例
本作は、ウディ・アレンの監督映画『Coup de Chance』（2023年）のサウンドトラックで使用された。

## カヴァー、サンプリング
- ドナルド・バード - アルバム『アップ・ウィズ・ドナルド・バード』（1964年録音・1965年発表）に、ハンコック自身もサイドマンとして参加した編成で録音[6]。
- ナット・アダレイ - アルバム『セイン・サムシン』（1966年）に、ハンコックをゲストに迎えた録音を収録[7]。
- マーク・マーフィー - アルバム『マーク・マーフィー・シングス』（1975年）で、マーフィー自身が作詞したカヴァーを歌唱[8]。なお、マリオ・ビオンディ（英語版）は、2021年のアルバム『Dare』でマーフィーのヴァージョンをカヴァーしている[9]。
- US3 - 1992年のシングル曲「カンタループ (フリップ・ファンタジア)」で本作のサンプリングを使用し[10]、1993年にはBillboard Hot 100で9位を記録する大ヒットとなった[11]。なお、マンハッタン・トランスファーは2018年のアルバム『ザ・ジャンクション』に、US3版のカヴァーに当たる曲「Cantaloop (Flip Out!)」を収録した[12]。
- エディ・ヘンダーソン（英語版） - アルバム『Oasis』（2001年）に収録[13]。また、2009年録音・2010年発表のアルバム『For All We Know』には、ジョン・スコフィールドらを迎えた別ヴァージョンが収録された[14]。
- ミルトン・ナシメント - アルバム『Pietá』（2002年）に、ハンコックとパット・メセニーをゲストに迎えたカヴァーを収録[15]。
- ASA-CHANG&エマーソン北村 - アルバム『Debut』（2018年）に収録[16]。